# Београдски читач
Београдски читач је назив за низ скулптура насталих у оквиру реализације истоимене иницијативе, коју су покренуле књижевнице проф. др Гордана Пешаковић и Гордана Влајић и новинарка Тања Шикић 2014. године.
Најпознатија скулптура која носи овај назив свакако је она у Чубурском парку на Врачару, захваљујући којој се Београд придружио многим светским градовима који имају статуу читача.

## Књижевни маратон
Године 2016, поводом Светског дана књиге 22. и 23. априла, у Чубурском парку је одржан први Књижевни маратон "Београдски читач", који је подразумевао 24 сата непрекиданог читања поетских и прозних дела различитих аутора. Други по реду маратон планиран је и за 2017. годину, у исто време, на истом месту.

## Пријатељи "Београдског читача"
Многе јавне личности су подржале иницијативу "Београдски читач", а и даље учествују у бројним активностима које су у вези са њом, укључујући и књижевни маратон. Међу њима су: Љубивоје Ршумовић, Милан Цаци Михаиловић, Сергеј Трифуновић, Марко Видојковић, Тома Курузовић, Бранислав Трифуновић, Зоран Дашић, Срђан Динчић...